# Juan Pablo Varillas
Juan Pablo Varillas Patiño-Samudio (Lima, 6 de octubre de 1995) es un tenista profesional peruano. Su entrenador es Diego Junqueira. Actualmente es la raqueta N.º 3 del Perú, según la clasificación de la ATP.

## Carrera
Su mejor ranking individual fue N.º 60 alcanzado el 26 de junio de 2023, mientras que en dobles logró la posición 289.º el 10 de mayo de 2021.
Ha obtenido hasta el momento cinco títulos en la categoría ATP Challenger Tour, así como también ha ganado varios títulos del ITF (antes Futures) tanto en individuales como en dobles.

### 2019: primer título ATP Challenger
En octubre ganó su primer torneo Challenger en Campinas derrotando a Juan Pablo Ficovich en tres sets. Con este título, Varillas logró romper la racha de un tenista peruano campeón de Challenger luego de once años, el último campeón peruano de un Challenger fue Luis Horna en  Lugano, 2008. Una semana después repetiría el título esta vez en Santo Domingo. También tendría destacadas actuaciones en Lima y Guayaquil, llegando en ambos torneos hasta las semifinales, ingresando así entre los 150 mejores de la clasificación mundial.

### 2020
Ya con su nueva posición en la clasificación, Juan Pablo conseguiría el ingreso a la fase de clasificación del primer torneo de Gran Slam en su carrera, el Abierto de Australia. En la primera ronda consiguió un ajustado triunfo contra el local Tristan Schoolkate por 2-6, 7-5, 7-5 en 2h 17 min de juego. En segunda ronda caería ante el español Pedro Martínez por doble 3-6 en casi hora y media de partido.
De regreso en Sudamérica, Varillas tendría una sorprendente derrota en segunda ronda del Challenger de Punta del Este donde había llegado como preclasificado n.º 8 obteniendo en bye en primera ronda.
La siguiente semana participaría de la ronda de clasificación de su primer torneo ATP, el Torneo de Córdoba, donde superó en primera ronda al brasileño Thiago Seyboth Wild por 6-2, 7-6 (4). En segunda ronda tuvo que abandonar el torneo por una lesión sufrida en el partido ante el español Carlos Taberner, lesión que le mantendría alejado de las canchas por 3 semanas, siendo baja en los torneos ATP 250 de Buenos Aires y ATP 500 Río Open en Brasil.
Superada la lesión, Varillas regresaría a las pistas en la clasificación del Chile Open, donde venció en primera ronda al juvenil local Matías Gaedechens. Pero cayó en segunda ronda ante el argentino Renzo Olivo. Sin embargo, Juan Pablo logró ingresar al cuadro principal del torneo como perdedor afortunado (lucky loser) siendo este el primer torneo oficial de su carrera como profesional. En primera ronda, derrotó al eslovaco Filip Horanský por 6-4, 6-2 en 1h 10 min de juego, consiguiendo así su primera victoria en un torneo de nivel ATP y la primera victoria de un tenista peruano en un torneo de categoría profesional luego de 12 años. En segunda ronda caería ante el español Albert Ramos, preclasificado número 3 del torneo, por un marcador de 6-7 (3), 2-6 siendo eliminado de la competencia.

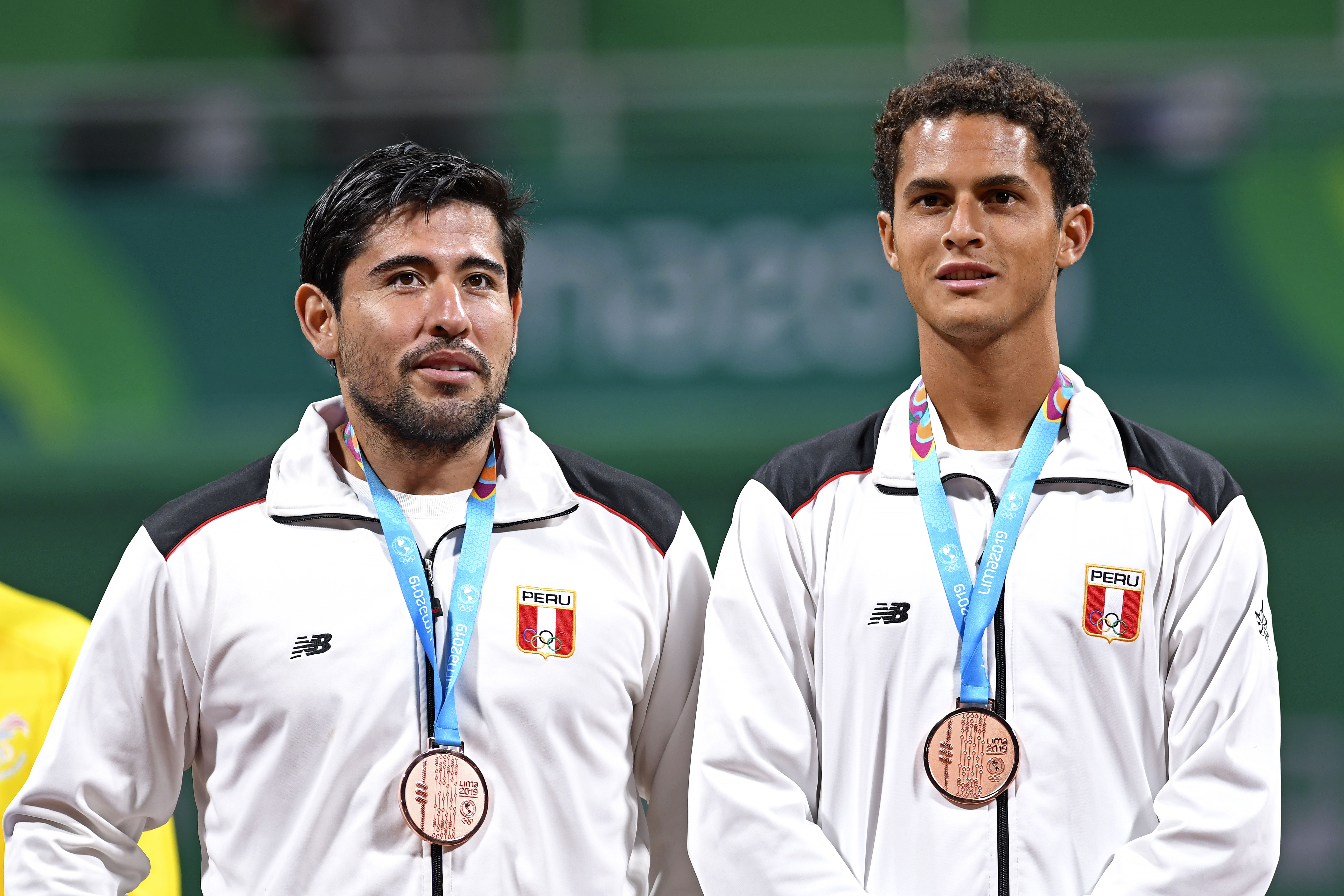
Juan Pablo Varillas (derecha) junto a Sergio Galdós, ganadores de la medalla de bronce en dobles en Lima 2019.

En marzo participa junto al Equipo peruano de Copa Davis en la victoria por 3-1 ante Suiza, clasificándose para el Grupo Mundial I. Varillas gana sus partidos de individuales a Sandro Ehrat y Henri Laaksonen.

### 2021
Desde la previa, se clasifica para el cuadro principal del Abierto de Chile 2021, donde vence a dos top 100 (Joao Sousa y Federico Coria) y siendo eliminado en cuartos de final por Christian Garín, que sería luego el campeón.
Después de llegar a las semifinales de los Challengers de Santiago y Roma, sale campeón del Challenger de Biella V ante Guido Andreozzi. La semana siguiente disputa la final del Challenger de Zagreb, perdiendo ante Sebastián Báez.
Estos resultados le permiten jugar la previa de Roland Garros, donde llega a la segunda fase de la clasificación, donde pierde con el suizo Laaksonen en tres sets.
Desde la ronda de clasificación, ingresa al cuadro principal de la ATP de Hamburgo, donde llega a segunda ronda, perdiendo ante Benoît Paire.
Su puesto le permitió clasificarse para los Juegos Olímpicos de Tokio, cayendo en primera ronda ante Diego Schwartzman.
En septiembre gana sus dos partidos de individuales en la serie de Copa Davis, donde Perú remonta y vence a Bosnia y Herzegovina por 3-2. La siguiente semana llega a la final del Challenger de Ambato, cayendo ante Thiago Agustín Tirante en el partido por el título.
En octubre gana el Challenger de Santiago II, venciendo a Sebastián Báez en la final. Finaliza el año en el puesto 129 de la clasificación de la ATP.

### 2022: primer cuadro principal en un Grand Slam
Después de caer en la segunda ronda de la clasificación al Abierto de Australia, ingresa al cuadro principal del Abierto de Chile 2022 desde la previa, venciendo en primera ronda a Facundo Bagnis, número 74 del mundo y cayendo ante Albert Ramos en segunda ronda.
Siendo el tenista número 1 de Perú, es clave en la serie donde su país vence a Bolivia por 3-1. Varillas le gana el viernes a Murkel Dellien, el sábado junto a Sergio Galdós ganan el punto de dobles ante Federico Zeballos y Boris Arias en 3 sets, y en el mismo día le gana a Hugo Dellien por 6-4, 4-6 y 7-6 (8).
En marzo llega a la final del Challenger de Santa Cruz de la Sierra, perdiendo ante Paul Jubb. 
En mayo disputa el cuadro de clasificación de Roland Garros. Vence a Wu Tung-lin por 6-3 y 6-2 en primera ronda y luego derrota a Duje Ajduković por 6-2 y 6-1. El 20 de mayo le gana al chileno Nicolás Jarry por 5-7, 6-4 y 7-6 (5), clasificándose para el cuadro principal y siendo el primer peruano en participar en el cuadro principal de un Grand Slam y de Roland Garros desde 2008. En primera ronda cayó ante el número 9 del escalafón de la ATP, Félix Auger-Aliassime por 6-2, 6-2, 1-6, 3-6 y 3-6 después de 3 horas y 51 minutos de partido en el estadio Philippe Chatrier.
En junio, después de su derrota en primera ronda del Challenger de Perugia, tuvo que cortar su gira europea debido a una lesión en el pie derecho.
En julio, logró clasificarse al cuadro principal del Torneo de Gstaad en Suiza, y venció en primera ronda al italiano Lorenzo Sonego por 7-6 (5) y 6-2. En segunda ronda consigue la mejor victoria de su carrera contra el preclasificado número 3 y decimonoveno del escalafón, Roberto Bautista Agut. En cuartos de final cae ante Dominic Thiem.
La siguiente semana disputa el Torneo de Kitzbuhel, venciendo a Carlos Taberner en primera ronda y cayendo en la siguiente contra Albert Ramos-Viñolas.
El 1 de agosto ingresa por primera vez al top 100 del escalafón de la ATP, rompiendo con la ausencia de peruanos entre los 100 mejores del mundo desde Luis Horna en 2009.
En septiembre es parte del duelo por el Grupo Mundial I de la Copa Davis entre Perú y Chile, ganando sus dos partidos ante Nicolás Jarry y Alejandro Tabilo, aunque no alcanzó para que su país gane la serie, cayendo por 2-3.

### 2023: Top 100
El inicio de su temporada se realizó en el Abierto de Australia donde arrancó desde las rondas de clasificación siendo preclasificado n.º 5. En primera ronda venció al italiano Roberto Marcora por 3-6, 6-3 y 7-6 (5); en segunda ronda hizo lo propio contra el canadiense Alexis Galarneau por 6-7 (8), 6-3 y 6-4; cayendo en la ronda final de clasificación ante el japonés Yosuke Watanuki con un marcador en contra de 3-6 y 4-6. A pesar de su derrota logra ingresar al cuadro principal del torneo como lucky loser (LL).
Ya en primera ronda del cuadro principal de su primer Grand Slam en la temporada, Varillas salió sorteado para enfrentar al alemán Alexander Zverev preclasificado n.º 12 del torneo y ranqueado 13 del mundo en ese momento. En un partido memorable para el peruano, logró prolongar el encuentro hasta el 5.º set, cediendo finalmente ante la supremacía del alemán con parciales de 6-4, 1-6, 7-5, 6-7 (3) y 4-6.
En febrero, Varillas llegó a las semifinales del Argentina Open 2023 habiendo entrado desde las rondas de clasificación donde venció a Thiago Tirante y Federico Delbonis, en el cuadro principal derrotó a João Sousa, Dominic Thiem, Lorenzo Musetti y cayó ante Cameron Norrie. Gracias a su desempeño en este torneo, pudo afianzar su permanencia en el top 100 del escalafón.
En marzo se destaca su participación en el Challenger de San Remo, donde llegó hasta la final, perdiendo contra el francés Luca Van Assche.
En mayo participa en su segundo Grand Slam del año, el Torneo de Roland Garros, donde arranca desde la primera ronda del cuadro principal. El sorteo lo puso frente al juvenil tenista chino Shang Juncheng, procedente de las rondas de clasificación, venciéndolo con una importante remontada por un marcador final de 4-6, 2-6, 6-2, 6-3 y 6-1. Ya en segunda ronda del torneo logra un merecido triunfo, también remontando el marcador, ante el español Roberto Bautista Agut, preclasificado n.º 19 y puesto 24 del mundo en ese momento, con parciales de 1-6, 4-6, 6-3, 6-1 y 6-1. Esta fue la segunda victoria de Varillas sobre el español, al cual ya había vencido el año anterior en la arcilla de Gstaad. En tercera ronda venció al polaco Hubert Hurkacz también en 5 sets con un marcador final de 3-6, 6-3, 7-6 (3), 4-6 y 6-2, siendo así el primer tenista peruano en llegar a cuarta ronda de un Grand Slam desde Jaime Yzaga en 1994.
2024: Malos resultados y salida del top 100:
```
su nivel de varillas fue decayendo poco a poco hasta salir del top en mayo del 2024.
```

2025: Varrillas deja de ser la primera raqueta nacional y perdida de puntos, salida del top 200:
La derrota en la Qually del Australia open fue un inicio a otra decaída, el 08 de marzo  se hace oficial que deja de ser la raqueta número uno del Perú luego de que Buse lo superara en el ranking atp. posteriormente perdió en primera ronda del challenger de santiago el cual defendía el título por lo que perdió 100 puntos y cayo  hasta la casilla 245 del Ranking Atp (23 de febrero)
Actualmente: 30 de marzo varillas se ubica 266 en ranking bajando a ser la tercera raqueta nacional .

## Títulos ATP Challenger (7; 7+0)

### Individuales (7)
| N.º | Fecha                   | Torneo                      | Superficie    | Oponente en la final | Resultado         |
| --- | ----------------------- | --------------------------- | ------------- | -------------------- | ----------------- |
| 1.  | 6 de octubre de 2019    | Challenger de Campinas      | Tierra batida | Juan Pablo Ficovich  | 2-6, 7-6 (4), 6-2 |
| 2.  | 13 de octubre de 2019   | Challenger de Santo Domingo | Tierra batida | Federico Coria       | 6-3, 2-6, 6-2     |
| 3.  | 8 de mayo de 2021       | Challenger de Biella 5      | Tierra batida | Guido Andreozzi      | 6-3, 6-1          |
| 4.  | 10 de octubre de 2021   | Challenger de Santiago II   | Tierra batida | Sebastián Báez       | 6-4, 7-5          |
| 5.  | 20 de noviembre de 2022 | Challenger de San Leopoldo  | Tierra batida | Facundo Bagnis       | 7-6(5), 4-6, 6-4  |
| 6.  | 17 de marzo de 2024     | Challenger de Santiago      | Tierra batida | Facundo Bagnis       | 7-3, 6-2          |
| 7.  | 20 de enero de 2025     | Challenger de Tigre         | Tierra batida | Daniel Vallejo       | 6-4, 6-4          |

#### Finalista (5)
| N.º | Fecha                    | Torneo                 | Superficie    | Oponente en la final   | Resultado     |
| --- | ------------------------ | ---------------------- | ------------- | ---------------------- | ------------- |
| 1.  | 16 de mayo de 2021       | Challenger de Zagreb   | Tierra batida | Sebastián Báez         | 6-3, 3-6, 1-6 |
| 2.  | 26 de septiembre de 2021 | Challenger de Ambato   | Tierra batida | Thiago Agustín Tirante | 5-7, 5-7      |
| 3.  | 27 de marzo de 2022      | Bolivia Open           | Tierra batida | Paul Jubb              | 3-6, 5-7      |
| 4.  | 10 de octubre de 2022    | Challenger de Campinas | Tierra batida | Jan Choinski           | 4-6, 4-6      |
| 5.  | 2 de abril de 2023       | Sanremo Tennis Cup     | Tierra batida | Luca Van Assche        | 1-6, 3-6      |

## Títulos ITF (9; 5+4)

### Individuales (5)
| N.º | Fecha                   | Torneo             | Superficie    | Oponente en la final | Resultado         |
| --- | ----------------------- | ------------------ | ------------- | -------------------- | ----------------- |
| 1.  | 11 de marzo de 2018     | Turquía F9 Futures | Tierra batida | Dennis Novak         | 6-4, 6-4          |
| 2.  | 1 de julio de 2018      | Bélgica F2 Futures | Tierra batida | Zizou Bergs          | 7-6 (6), 4-6, 6-1 |
| 3.  | 17 de marzo de 2019     | M15 Cancún         | Dura          | Naoki Nakagawa       | 3-6, 6-3, 6-4     |
| 4.  | 12 de mayo de 2019      | M25 Pensacola, FL  | Tierra batida | Harrison Adams       | 6-2, 6-4          |
| 5.  | 8 de septiembre de 2019 | M25 Trieste        | Tierra batida | Alexander Erler      | 6-7 (6), 6-1, 6-4 |

### Dobles (4)
| N.º | Fecha                | Torneo              | Superficie    | Pareja            | Oponentes en la final              | Resultado        |
| --- | -------------------- | ------------------- | ------------- | ----------------- | ---------------------------------- | ---------------- |
| 1.  | 31 de agosto de 2014 | Perú F4 Futures     | Tierra batida | Jorge Brian Panta | Ryusei Makiguchi Devin McCarthy    | 6-3, 3-6, [10-6] |
| 2.  | 30 de abril de 2017  | Turquía F16 Futures | Tierra batida | Martín Cuevas     | Joel Cannell James Frawley         | 6-2, 6-4         |
| 3.  | 2 de junio de 2019   | M25+H Bacau         | Tierra batida | Alejandro Tabilo  | Alexander Merino Manuel Peña López | 7-6 (5), 7-6 (4) |
| 4.  | 16 de junio de 2019  | M25 Huelva          | Tierra batida | Sergio Galdós     | Mateusz Kowalczyk Maciej Smola     | 6-2, 6-4         |

## Clasificación histórica
- Actualizado al 27 de marzo de 2024.

| Torneos de Grand Slam |      |      |      |      |      |        |       |      |
| Abierto de Australia | Q2   | A    | Q2   | 1R   | 1R   | 0 / 2  | 0-2   | 0 %  |
| Roland Garros | Q1   | Q2   | 1R   | 4R   |      | 0 / 2  | 3-2   | 60 % |
| Wimbledon | ND   | Q1   | Q1   | 1R   |      | 0 / 1  | 0-1   | 0 %  |
| US Open | A    | Q1   | Q1   | 2R   |      | 0 / 1  | 1-1   | 50 % |
| Títulos | 0    | 0    | 0    | 0    | 0    | 0 / 6  | 4-6   | 40 % |
| Ganados-perdidos | 0-0  | 0-0  | 0-1  | 4-4  | 0-1  | 0 / 6  | 4-6   | 40 % |
| ATP Tour Masters 1000 |      |      |      |      |      |        |       |      |
| Miami | ND   | A    | A    | 1R   | A    | 0 / 1  | 0-1   | 0 %  |
| Montecarlo | ND   | A    | A    | Q1   | A    | 0 / 0  | 0-0   | 0 %  |
| Madrid | ND   | A    | A    | 1R   |      | 0 / 1  | 0-1   | 0 %  |
| Roma | A    | A    | A    | 1R   |      | 0 / 1  | 0-1   | 0 %  |
| Títulos | 0    | 0    | 0    | 0    | 0    | 0 / 3  | 0-3   | 0 %  |
| Ganados-perdidos | 0-0  | 0-0  | 0-0  | 0-3  | 0-0  | 0 / 3  | 0-3   | 0 %  |
| ATP Tour 500 |      |      |      |      |      |        |       |      |
| Río Open | A    | ND   | A    | 2R   | 1R   | 0 / 2  | 1-2   | 33 % |
| Hamburgo | A    | 2R   | A    | A    |      | 0 / 1  | 1-1   | 50 % |
| Títulos | 0    | 0    | 0    | 0    | 0    | 0 / 3  | 2-3   | 40 % |
| Ganados-perdidos | 0-0  | 1-1  | 0-0  | 1-1  | 0-1  | 0 / 3  | 2-3   | 40 % |
| ATP Tour 250 |      |      |      |      |      |        |       |      |
| Adelaida | A    | ND   | Q2   | A    | Q1   | 0 / 0  | 0-0   | 0 %  |
| Córdoba | Q2   | Q2   | 2R   | 1R   | 1R   | 0 / 3  | 1-3   | 25 % |
| Buenos Aires | A    | Q2   | A    | SF   | 1R   | 0 / 2  | 3-2   | 60 % |
| Santiago | 2R   | CF   | 1R   | 1R   | 2R   | 0 / 5  | 4-5   | 44 % |
| Houston | ND   | ND   | 1R   | A    |      | 0 / 1  | 0-1   | 0 %  |
| Banja Luka | ND   | ND   | ND   | 2R   |      | 0 / 1  | 1-1   | 50 % |
| Lyon | ND   | A    | A    | 2R   |      | 0 / 1  | 1-1   | 50 % |
| Bastad | ND   | A    | Q1   | A    |      | 0 / 0  | 0-0   | 0 %  |
| Gstaad | ND   | A    | CF   | CF   |      | 0 / 2  | 4-2   | 66 % |
| Kitzbühel | A    | A    | 2R   |      |      | 0 / 1  | 1-1   | 50 % |
| Winston-Salem | A    | A    | A    | 1R   |      | 0 / 1  | 0-1   | 0 %  |
| Títulos | 0    | 0    | 0    | 0    | 0    | 0 / 17 | 15-17 | 47 % |
| Ganados-perdidos | 1-1  | 2-1  | 4-5  | 7-7  | 1-3  | 0 / 17 | 15-17 | 47 % |
| Representación Nacional |      |      |      |      |      |        |       |      |
| Juegos Olímpicos | ND   | 1R   | ND   | ND   |      | 0 / 1  | 0-1   | 0 %  |
| Copa Davis | GM I | GM I | GM I | GM I | GM I | 0 / 0  | 10-2  | 83 % |
| Ganados-perdidos | 2-0  | 2-1  | 4-0  | 2-0  | 0-2  | 0 / 1  | 10-3  | 77 % |
| |      |      |      |      |      |        |       |      |
| Leyenda: G: Torneo ganado; F: Finalista; SF: Semifinalista; CF: Cuartos de final; R: Rondas previas; RR: Round Robin; PO: Repesca; A: Ausente; G-P: Ganados-Perdidos. |      |      |      |      |      |        |       |      |

## Evolución en la clasificación de la ATP
Variaciones en la clasificación de la  ATP al final de la temporada.
| Año >                         | 2013  | 2014 | 2015 | 2016 | 2017 | 2018 | 2019 | 2020 | 2021 | 2022 | 2023 | 2024 |
| ----------------------------- | ----- | ---- | ---- | ---- | ---- | ---- | ---- | ---- | ---- | ---- | ---- | ---- |
| Clasificación en individuales | 1574T | 676  | 655  | 641  | 493  | 350  | 143  | 158  | 129  | 105  | 83   | 209  |